# Hadrodactylus flavifrons
Hadrodactylus flavifrons là một loài tò vò trong họ Ichneumonidae.